# Vancomycine
Vancomycine is een natuurlijk glycopeptide-antibioticum waarvan de werking berust op het destabiliseren van de celwand van de bacteriën. Vancomycine is een laatste redmiddel bij besmetting met de ziekenhuisbacteriën Meticilline-resistente Staphylococcus aureus (MRSA), Meticilline-resistente Staphylococcus epidermidis (MRSE) en Clostridium difficile.
Er bestaan vancomycineresistente enterokokken (VRE) die net als MRSA een complicerende ziekenhuisbesmetting betekenen.
De stof is opgenomen in de lijst van essentiële geneesmiddelen van de WHO.